# Hellenic Football League
Hellenic Football League, známá jako Uhlsport Hellenic Football League, je anglická fotbalová liga pokrývající oblast zahrnující anglické kraje Gloucestershire, Oxfordshire, jižní Herefordshire, jižní Warwickshire, severní Wiltshire a jižní Worcestershire. Do sezóny 2020/2021 byly v lize také týmy z Berkshire jižní Buckinghamshire, Greater London, Hampshire a Northamptonshire, Surrey. Jde o devátou až dvanáctou úroveň v systému fotbalových soutěží.